# Sistema di numerazione georgiano
Il sistema di numerazione georgiano (in georgiano ქართული ანბანის სათვალავი?) è un sistema di numerazione basato sulle lettere dell'alfabeto georgiano.
I numeri sono ottenuti tramite addizione dei singoli valori (esempi: ჩღჲთ = 1769, ჩყპზ = 1887, ციბ = 2012)
| Georgiano | Valore |
| --------- | ------ |
| ა         | 1      |
| ბ         | 2      |
| გ         | 3      |
| დ         | 4      |
| ე         | 5      |
| ვ         | 6      |
| ზ         | 7      |
| ჱ         | 8      |
| თ         | 9      |
| ი         | 10     |
| კ         | 20     |
| ლ         | 30     |
| მ         | 40     |
| ნ         | 50     |
| ჲ         | 60     |
| ო         | 70     |
| პ         | 80     |
| ჟ         | 90     |
| რ         | 100    |
| ს         | 200    |
| ტ         | 300    |
| ჳ         | 400    |
| უ         | 400    |
| ფ         | 500    |
| ქ         | 600    |
| ღ         | 700    |
| ყ         | 800    |
| შ         | 900    |
| ჩ         | 1000   |
| ც         | 2000   |
| ძ         | 3000   |
| წ         | 4000   |
| ჭ         | 5000   |
| ხ         | 6000   |
| ჴ         | 7000   |
| ჯ         | 8000   |
| ჰ         | 9000   |
| ჵ         | 10000  |